# Scottish FA Cup 1956/57
Der Scottish FA Cup wurde 1956/57 zum 72. Mal ausgespielt. Der wichtigste Fußball-Pokalwettbewerb im schottischen Vereinsfußball wurde vom Schottischen Fußballverband geleitet und ausgetragen. Er begann am 8. September 1956 und endete mit dem Wiederholungsfinale am 24. April 1957 im Hampden Park von Glasgow. Als Titelverteidiger startete Heart of Midlothian in den Wettbewerb, das im Finale des Vorjahres gegen Celtic Glasgow gewonnen hatte. Im diesjährigen Endspiel um den Schottischen Pokal standen sich der FC Falkirk und FC Kilmarnock gegenüber. Für Falkirk war es das zweite Endspiel im schottischen Pokal nach 1913. Die Killies erreichten zum sechsten Mal insgesamt seit 1898 das Pokalfinale. Falkirk gewann nach einem 1:1 im ersten Finalspiel das Wiederholungsfinale mit 2:1 nach Verlängerung, womit zum zweiten Mal der Titel nach 1913 gewonnen wurde. In der Saison 1956/57 wurden die Glasgow Rangers zum 30. Mal Schottischer Meister. Falkirk wurde Vierzehnter, die Killies Tabellendritter. Den Ligapokal gewann Celtic Glasgow.

## 1. Runde
Ausgetragen wurden die Begegnungen am 8. September 1956.
|                         | Ergebnis |                                  |
| ----------------------- | -------- | -------------------------------- |
| FC Arbroath             | 10:2     | FC Rothes                        |
| FC Babcock & Wilcox     | 6:3      | FC Selkirk                       |
| Buckie Thistle          | 4:0      | FC Lossiemouth                   |
| Chirnside United        | 1:9      | FC Montrose                      |
| Civil Service Strollers | 0:7      | Clachnacuddin F.C.               |
| FC Coldstream           | 6:0      | FC Whithorn                      |
| University of Edinburgh | 1:11     | FC Duns                          |
| Elgin City              | 5:1      | Shawfield Amateurs               |
| Eyemouth United         | 3:2      | Burntisland Shipbuilding Company |
| Forres Mechanics        | 6:1      | FC Keith                         |
| FC Fraserburgh          | 5:2      | FC Deveronvale                   |
| Peebles Rovers          | 4:2      | Murrayfield Amateurs             |
| FC Peterhead            | 4:2      | FC Huntly                        |
| Ross County             | 6:3      | University of Aberdeen           |
| Tarff Rovers            | 1:7      | FC Caledonian                    |
| FC Vale of Leithen      | 6:1      | University of Glasgow            |
| Wick Academy            | 3:1      | Girvan Amateurs                  |
| FC Wigtown              | 1:4      | Brora Rangers                    |

## 2. Runde
Ausgetragen wurden die Begegnungen am 22. September 1956. Die Wiederholungsspiele fanden am 29. September 1956 statt.
|                     | Ergebnis |                       |
| ------------------- | -------- | --------------------- |
| FC Arbroath         | 6:1      | Brora Rangers         |
| FC Babcock & Wilcox | 0:2      | FC Caledonian         |
| Elgin City          | 2:2      | Clachnacuddin F.C.    |
| Eyemouth United     | 3:1      | FC Duns               |
| FC Fraserburgh      | 9:0      | Gala Fairydean Rovers |
| FC Montrose         | 2:4      | Buckie Thistle        |
| Peebles Rovers      | 2:2      | Albion Rovers         |
| FC Peterhead        | 2:3      | Forres Mechanics      |
| Ross County         | 6:0      | FC Coldstream         |
| FC Vale of Leithen  | 7:2      | Wick Academy          |

### Wiederholungsspiele
|                    | Ergebnis |                |
| ------------------ | -------- | -------------- |
| Albion Rovers      | 6:0      | Peebles Rovers |
| Clachnacuddin F.C. | 3:2      | Elgin City     |

## 3. Runde
Ausgetragen wurden die Begegnungen am 6. Oktober 1956.
|                        | Ergebnis |                       |
| ---------------------- | -------- | --------------------- |
| Buckie Thistle         | 9:2      | FC Newton Stewart     |
| Eyemouth United        | 0:3      | Nairn County          |
| Forfar Athletic        | 3:1      | FC Arbroath           |
| FC Fraserburgh         | 0:2      | Forres Mechanics      |
| Clachnacuddin F.C.     | 1:4      | FC East Stirlingshire |
| Inverness Thistle      | 0:2      | Ross County           |
| St. Cuthbert Wanderers | 2:7      | FC Caledonian         |
| FC Vale of Leithen     | 0:2      | Albion Rovers         |

## 4. Runde
Ausgetragen wurden die Begegnungen am 20. Oktober 1956. Die Wiederholungsspiele fanden am 27. Oktober 1956 statt.
|                       | Ergebnis |                     |
| --------------------- | -------- | ------------------- |
| Alloa Athletic        | 4:0      | Forfar Athletic     |
| Buckie Thistle        | 2:3      | Hamilton Academical |
| FC Cowdenbeath        | 3:5      | FC Caledonian       |
| Dundee United         | 5:2      | Third Lanark        |
| FC East Stirlingshire | 1:1      | Greenock Morton     |
| Forres Mechanics      | 3:0      | Albion Rovers       |
| Nairn County          | 5:5      | Berwick Rangers     |
| FC Stranraer          | 3:0      | Ross County         |

### Wiederholungsspiele
|                 | Ergebnis |                       |
| --------------- | -------- | --------------------- |
| Berwick Rangers | 3:0      | Nairn County          |
| Greenock Morton | 4:1      | FC East Stirlingshire |

## 5. Runde
Ausgetragen wurden die Begegnungen am 2. Februar 1957. Die Wiederholungsspiele fanden am 5. und 11. Februar 1957 statt.
|                      | Ergebnis |                  |
| -------------------- | -------- | ---------------- |
| Berwick Rangers      | 1:2      | FC Falkirk       |
| FC Dundee            | 0:0      | FC Clyde         |
| Dunfermline Athletic | 3:0      | Greenock Morton  |
| FC East Fife         | 4:0      | FC St. Johnstone |
| Forres Mechanics     | 0:5      | Celtic Glasgow   |
| Hamilton Academical  | 2:2      | Alloa Athletic   |
| Heart of Midlothian  | 0:4      | Glasgow Rangers  |
| Hibernian Edinburgh  | 3:4      | FC Aberdeen      |
| FC Caledonian        | 2:3      | Raith Rovers     |
| FC Kilmarnock        | 1:0      | Ayr United       |
| Queen of the South   | 2:2      | FC Dumbarton     |
| FC Queen’s Park      | 3:0      | Brechin City     |
| FC Stenhousemuir     | 1:1      | Dundee United    |
| Stirling Albion      | 1:2      | FC Motherwell    |
| FC St. Mirren        | 1:1      | Partick Thistle  |
| FC Stranraer         | 1:2      | Airdrieonians FC |

### Wiederholungsspiele
|                 | Ergebnis  |                     |
| --------------- | --------- | ------------------- |
| Alloa Athletic  | 3:5 n. V. | Hamilton Academical |
| FC Clyde        | 2:1       | FC Dundee           |
| FC Dumbarton    | 4:2       | Queen of the South  |
| Dundee United   | 4:0 n. V. | FC Stenhousemuir    |
| Partick Thistle | 2:2 n. V. | FC St. Mirren       |

### 2. Wiederholungsspiel
|               | Ergebnis     |                 |
| ------------- | ------------ | --------------- |
| FC St. Mirren | *5:1 n. V. * | Partick Thistle |

## Achtelfinale
Ausgetragen wurden die Begegnungen am 16. Februar 1957. Die Wiederholungsspiele fanden am 20. Februar 1957 statt.
|                     | Ergebnis |                      |
| ------------------- | -------- | -------------------- |
| Celtic Glasgow      | 4:4      | Glasgow Rangers      |
| FC East Fife        | 0:0      | FC Kilmarnock        |
| FC Falkirk          | 3:1      | FC Aberdeen          |
| Hamilton Academical | 1:2      | Airdrieonians FC     |
| FC Motherwell       | 1:3      | FC Dumbarton         |
| FC Queen’s Park     | 1:1      | FC Clyde             |
| Raith Rovers        | 7:0      | Dundee United        |
| FC St. Mirren       | 1:0      | Dunfermline Athletic |

### Wiederholungsspiele
|                 | Ergebnis |                 |
| --------------- | -------- | --------------- |
| FC Clyde        | 2:1      | FC Queen’s Park |
| FC Kilmarnock   | 2:0      | FC East Fife    |
| Glasgow Rangers | 0:2      | Celtic Glasgow  |

## Viertelfinale
Ausgetragen wurden die Begegnungen am 2. März 1957.
|                | Ergebnis |                  |
| -------------- | -------- | ---------------- |
| Celtic Glasgow | 2:1      | FC St. Mirren    |
| FC Dumbarton   | 0:4      | Raith Rovers     |
| FC Falkirk     | 2:1      | FC Clyde         |
| FC Kilmarnock  | 3:1      | Airdrieonians FC |

## Halbfinale
Ausgetragen wurden die Begegnungen am 23. März 1957. Die Wiederholungsspiele fanden am 27. März 1957 statt.
|                | Ergebnis |               |
| -------------- | -------- | ------------- |
| Celtic Glasgow | *1:1 *   | FC Kilmarnock |
| FC Falkirk     | **2:2 ** | Raith Rovers  |

### Wiederholungsspiele
|                | Ergebnis |               |
| -------------- | -------- | ------------- |
| Celtic Glasgow | *1:3 *   | FC Kilmarnock |
| FC Falkirk     | **2:0 ** | Raith Rovers  |

## Finale
| FC Falkirk                               | FC Falkirk | FC Kilmarnock | FC Kilmarnock |
| ---------------------------------------- | --- | --- | ------------- |
| FC Falkirk                               | \| Finale \| \| 20. April 1957 in Glasgow (Hampden Park) \| \| Ergebnis: 1:1 (1:1) \| \| Zuschauer: 81.375 \| \| Schiedsrichter: John Mowat \| \| Spielbericht \|                      | \| Finale \| \| 20. April 1957 in Glasgow (Hampden Park) \| \| Ergebnis: 1:1 (1:1) \| \| Zuschauer: 81.375 \| \| Schiedsrichter: John Mowat \| \| Spielbericht \|                      | FC Kilmarnock |
| FC Falkirk                               | Bert Slater – Alex Parker, Ian Rae, Alex Wright, Andy Irvine, John Prentice, Tommy Murray, Derek Grierson, George Merchant, Doug Moran, Eddie O’Hara Cheftrainer: Reg Smith ( England) | Jimmy Brown – Ralph Collins, Jim Stewart, Rab Stewart, Willie Toner, Alistair Mackay, Gerry Mays, Willie Harvey, David Curlett, Bertie Black, David Burns Cheftrainer: Malky MacDonald | FC Kilmarnock |
| FC Falkirk                               | 1:0 John Prentice (33., Elfmeter) | 1:1 David Curlett (45.+1') | FC Kilmarnock |
| Finale                                   | | |               |
| 20. April 1957 in Glasgow (Hampden Park) | | |               |
| Ergebnis: 1:1 (1:1)                      | | |               |
| Zuschauer: 81.375                        | | |               |
| Schiedsrichter: John Mowat               | | |               |
| Spielbericht                             | | |               |

## Wiederholungsfinale
| FC Falkirk                               | FC Falkirk | FC Kilmarnock | FC Kilmarnock |
| ---------------------------------------- | --- | --- | ------------- |
| FC Falkirk                               | \| Wiederholungsfinale \| \| 24. April 1957 in Glasgow (Hampden Park) \| \| Ergebnis: 2:1 n. V. (1:0, 2:1) \| \| Zuschauer: 79.960 \| \| Schiedsrichter: John Mowat \| \| Spielbericht \| | \| Wiederholungsfinale \| \| 24. April 1957 in Glasgow (Hampden Park) \| \| Ergebnis: 2:1 n. V. (1:0, 2:1) \| \| Zuschauer: 79.960 \| \| Schiedsrichter: John Mowat \| \| Spielbericht \| | FC Kilmarnock |
| FC Falkirk                               | Bert Slater – Alex Parker, Ian Rae, Alex Wright, Andy Irvine, John Prentice, Tommy Murray, Derek Grierson, George Merchant, Doug Moran, Eddie O’Hara Cheftrainer: Reg Smith ( England)    | Jimmy Brown – Ralph Collins, Jim Stewart, Rab Stewart, Willie Toner, Alistair Mackay, Gerry Mays, Willie Harvey, David Curlett, Bertie Black, David Burns Cheftrainer: Malky MacDonald    | FC Kilmarnock |
| FC Falkirk                               | 1:0 George Merchant (24.) 2:1 Doug Moran (101.) | 1:1 David Curlett (78.) | FC Kilmarnock |
| Wiederholungsfinale                      | | |               |
| 24. April 1957 in Glasgow (Hampden Park) | | |               |
| Ergebnis: 2:1 n. V. (1:0, 2:1)           | | |               |
| Zuschauer: 79.960                        | | |               |
| Schiedsrichter: John Mowat               | | |               |
| Spielbericht                             | | |               |